# Nycomed
Nycomed este o companie farmaceutică din Elveția.
Nycomed a înregistrat în anul 2009 la nivel de grup o cifră de afaceri de 3,2 miliarde de euro.
Grupul avea circa 12.000 de angajați în iunie 2010.
Compania este prezentă și în România, unde a realizat o cifră de afaceri de 12 milioane de euro în anul 2009.